# Philophylla fossataeformis
Philophylla fossataeformis är en tvåvingeart som först beskrevs av Mario Bezzi 1920.  Philophylla fossataeformis ingår i släktet Philophylla och familjen borrflugor.
Artens utbredningsområde är Malawi. Inga underarter finns listade i Catalogue of Life.